# Uhlanga Regio
Uhlanga Regio est une région d'albédo située sur le satellite Triton de la planète Neptune par 37° S et 357° E.

## Géographie et géologie

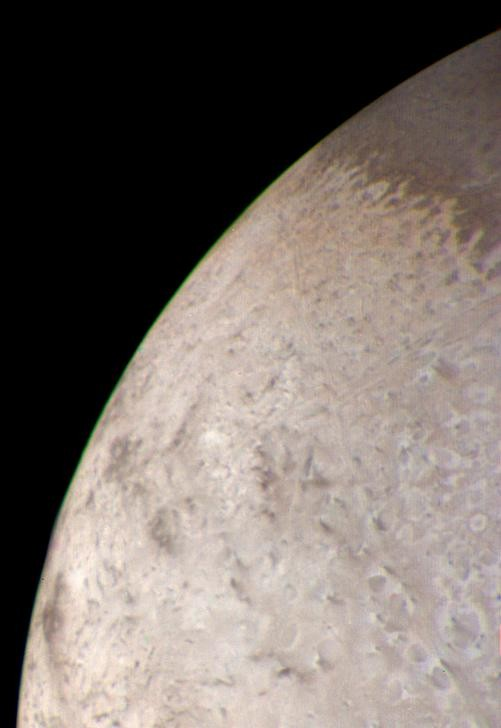
Gros plan sur l'extrémité occidentale d'Uhlanga Regio.

Uhlanga Regio constitue la moitié inférieure de la surface visible sur les clichés de Triton pris par la sonde Voyager 2 le 25 août 1989.

Il s'agit de la calotte polaire australe de Triton, dont la couleur rose caractéristique provient de l'action des ultraviolets du rayonnement solaire sur le méthane gelé en surface. Des traînées sombres sont bien visibles dans la partie orientale de la région, correspondant probablement à la retombée de panaches de geysers apparus au cours du printemps écoulé : au passage de Voyager 2, l'hémisphère sud de Triton se trouvait en effet à la fin d'un printemps particulièrement chaud dans la mesure où le point subsolaire atteignait, pour la première fois depuis cinq siècles, des latitudes voisines de 50° S.